# Habeas Corpus Act
Habeas Corpus Act (An Act for the better secureing the Liberty of the Subject and for Prevention of Imprisonments beyond the Seas, Ustawa w celu lepszego zabezpieczenia wolności poddanego i zapobieżenia uwięzieniom na terytoriach zamorskich) – ustawa angielska z 1679 wydana za rządów króla Karola II, zakazująca organom państwa aresztowania poddanego bez zezwolenia sądu.
Zgodnie z tym aktem nikt nie mógł być więziony bez prawomocnego nakazu odpowiedniego sądu. Po uwięzieniu sąd powinien sprawować dozór nad wykonywaniem kary. Skazany powinien być więziony w hrabstwie, w którym go osądzono. Ustawa przewidywała kary dyscyplinarne dla strażników, dozorców więźniów etc. za zaniedbania związane np. z niedoprowadzeniem uwięzionego przed sąd. Wyznaczony był konkretny termin doprowadzenia przed oblicze sądu. Każde pismo (writ of) habeas corpus opatrzone musiało być pieczęcią królewską.
Habeas corpus to cytat z pisma wydawanego przez sędziego, kierowanego do władzy dokonującej aresztowania, wzywającego tę władzę do postawienia zatrzymanego przed sądem w terminie do 3 dni, aby sąd mógł stwierdzić legalność jej zatrzymania. Znaczy po łacinie: (nakazujemy ci) żebyś miał (ze sobą, w sądzie) ciało. Ustawa ta obowiązuje do dziś jako jeden ze składowych elementów konstytucji angielskiej. Instytucja habeas corpus występuje zaś również w innych jurysdykcjach common law.
Prawo Habeas Corpus było kilkakrotnie czasowo zawieszane, m.in. w 1695, 1715, 1723, 1794 i w 1817.
Zawieszenie wymaga zgody parlamentu, może nastąpić jedynie przejściowo w wypadku zagrożenia państwa. Konstytucja Stanów Zjednoczonych (art. 1 paragraf 9) dozwala zawieszać tylko w przypadkach, gdy ze względu na bunt lub najazd wymagać tego będzie bezpieczeństwo publiczne (unless when in Cases of Rebellion or Invasion the public Safety may require it).
W Polsce podobny akt prawny wprowadzono w 1433 r. w przywileju jedlneńsko-krakowskim, który zakładał realizację zasady Neminem captivabimus nisi iure victum i zapewniał szlachcie nietykalność osoby bez wyroku sądowego. Z kolei nietykalność majątkowa szlachty została wprowadzona już w 1422 r. w przywileju czerwińskim. 